# Contea di Carroll (Iowa)
La contea di Carroll (in inglese Carroll County) è una contea dello Stato dell'Iowa, negli Stati Uniti. La popolazione al censimento del 2000 era di 21 421 abitanti. Il capoluogo di contea è Carroll.

## Comunità e località
La contea di Carrol contiene quattordici città e sedici township:

### Città
- Arcadia
- Breda
- Carroll
- Coon Rapids
- Dedham
- Glidden
- Halbur
- Lanesboro
- Lidderdale
- Manning
- Ralston
- Templeton
- Willey

### Township
- Arcadia
- Eden
- Ewoldt
- Glidden
- Grant
- Jasper
- Kniest
- Maple River
- Newton
- Pleasant Valley
- Richland
- Roselle
- Sheridan
- Union
- Washington
- Wheatland